# Крысанов, Александр Александрович
Алекса́ндр Алекса́ндрович Крыса́нов (2 января 1981, Воронеж, СССР) — российский хоккеист, нападающий.

## Биография
Воспитанник воронежского хоккея. Начал профессиональную карьеру в 1998 году в составе родного клуба Высшей лиги ХК «Воронеж». После этого Александр отправился в фарм-клуб ярославского «Торпедо», где провёл два года, а уже в середине сезона 2000/01 он вернулся в Воронеж. В середине следующего сезона Крысанов, находясь в ранге лучшего бомбардира клуба, перешёл в московский ХК ЦСКА. Тем не менее, по окончании сезона армейский клуб прекратил своё существование, после чего Крысанов вновь вернулся в родной город.
В середине сезона 2002/03 Крысанов подписал контракт с нижегородским «Торпедо», однако из-за травмы за оставшуюся часть сезона провёл лишь один матч, поэтому летом 2003 года он снова стал игроком ХК «Воронеж». Перед стартом сезона 2004/05 заключил соглашение с пензенским «Дизелем», в составе которого он выступал на протяжении последующих двух лет, набрав 52 (21+31) очка в 108 матчах.
Летом 2006 года Крысанов подписал двухлетний контракт с хабаровским «Амуром». 21 мая 2008 года, несмотря на невысокую результативность Крысанова, руководство клуба приняло решение продлить с ним соглашение ещё на два сезона. В дальнейшем карьера Крысанова в Хабаровске складывалась довольно успешно, однако травмы не позволили ему полностью раскрыться. 16 июня 2010 года заключил новое однолетнее соглашение с хабаровчанами, сразу после чего был назначен капитаном команды. Сезон 2010/11 стал самым успешным для Крысанова в его карьере в клубе — в 53 проведённых матчах набрал 19 (4+15) очков, после чего продлил срок действия контракта ещё на один год.

## Статистика выступлений
Последнее обновление: 27 февраля 2012 года
|                 |                 |                 | Регулярный сезон | Регулярный сезон | Регулярный сезон | Регулярный сезон | Регулярный сезон | Регулярный сезон | Плей-офф | Плей-офф | Плей-офф | Плей-офф | Плей-офф | Плей-офф |
| Сезон           | Команда         | Лига            | Игр              | Г                | П                | Очк              | +/-              | Штр              | Игр      | Г        | П        | Очк      | +/-      | Штр      |
| --------------- | --------------- | --------------- | ---------------- | ---------------- | ---------------- | ---------------- | ---------------- | ---------------- | -------- | -------- | -------- | -------- | -------- | -------- |
| 1998/99         | ХК Воронеж      | Высшая лига     | 4                | 1                | 0                | 1                | +2               | 2                | —        | —        | —        | —        | —        | —        |
| 2000/01         | ХК Воронеж      | Высшая лига     | 23               | 1                | 9                | 10               | +3               | 71               | —        | —        | —        | —        | —        | —        |
| 2001/02         | ХК Воронеж      | Высшая лига     | 34               | 12               | 13               | 25               | +4               | 76               | —        | —        | —        | —        | —        | —        |
| 2001/02         | ХК ЦСКА         | Высшая лига     | 32               | 7                | 9                | 16               | +12              | 22               | —        | —        | —        | —        | —        | —        |
| 2002/03         | ХК Воронеж      | Высшая лига     | 27               | 12               | 9                | 21               | -4               | 66               | —        | —        | —        | —        | —        | —        |
| 2002/03         | Торпедо НН      | Высшая лига     | 1                | 0                | 0                | 0                | --               | 2                | —        | —        | —        | —        | —        | —        |
| 2003/04         | ХК Воронеж      | Высшая лига     | 31               | 7                | 8                | 15               | +6               | 84               | —        | —        | —        | —        | —        | —        |
| 2004/05         | Дизель          | Высшая лига     | 43               | 6                | 12               | 18               | +4               | 71               | 4        | 0        | 0        | 0        | --       | 4        |
| 2005/06         | Дизель          | Высшая лига     | 49               | 12               | 18               | 30               | +16              | 110              | 12       | 3        | 1        | 4        | -1       | 31       |
| 2006/07         | Амур-2          | Первая лига     | 2                | 0                | 1                | 1                | --               | 2                | —        | —        | —        | —        | —        | —        |
| 2006/07         | Амур            | Суперлига       | 41               | 3                | 5                | 8                | -6               | 44               | —        | —        | —        | —        | —        | —        |
| 2007/08         | Амур            | Суперлига       | 33               | 3                | 5                | 8                | +2               | 38               | 4        | 2        | 0        | 2        | --       | 0        |
| 2008/09         | Амур            | КХЛ             | 28               | 2                | 4                | 6                | --               | 38               | —        | —        | —        | —        | —        | —        |
| 2009/10         | Амур            | КХЛ             | 47               | 4                | 9                | 13               | -4               | 40               | —        | —        | —        | —        | —        | —        |
| 2010/11         | Амур            | КХЛ             | 53               | 4                | 15               | 19               | -11              | 67               | —        | —        | —        | —        | —        | —        |
| 2011/12         | Амур            | КХЛ             | 14               | 1                | 0                | 1                | -2               | 12               | —        | —        | —        | —        | —        | —        |
| Всего в КХЛ     | Всего в КХЛ     | Всего в КХЛ     | 142              | 11               | 28               | 39               | -17              | 157              | —        | —        | —        | —        | —        | —        |
| Всего в карьере | Всего в карьере | Всего в карьере | 462              | 74               | 117              | 191              | +22              | 775              | 20       | 5        | 1        | 6        | -1       | 35       |